# صاعد (اسم)
صاعد هو اسم علم مذكر من أصل عربي، ومعناه هو المرتقي المرتفع مكانًا ومكانة الطامح.

## شخصيات تحمل الاسم
- صاعد الأندلسي (1029[3][4][5] – 1070[3][4][5])
- صاعد البغدادي (950 – 1026)
- صاعد بن محمد الاستوائي (954 – )

## وصلات خارجية
- موسوعة السلطان قابوس لأسماء العرب نسخة محفوظة 5 أبريل 2019 على موقع واي باك مشين.